# 城戸俊三
城戸 俊三（きど しゅんぞう、1889年〈明治22年〉7月4日 - 1986年〈昭和61年〉10月3日）は、大日本帝國陸軍軍人（騎兵）、馬術選手。

## 経歴・人物
- 1889年〈明治22年〉7月4日、宮城県仙台市に生まる[1]。
- 旧制宮城縣立仙台第一中学校（現在の宮城県仙台第一高等学校）13期生卒業後[2]、陸軍士官学校へ入校。
- 1910年〈明治43年〉に陸軍士官学校（22期）を卒業し、騎兵将校となる[3]。
- 城戸はフランスのソミュール騎兵学校への留学などを経て、千葉県習志野市に所在した陸軍騎兵学校の教官となった[4]。
- 1928年、陸軍騎兵少佐時代には、陸軍教育総監部の下命により騎兵学校訓練馬新規導入の為に城戸がフランスへ出張して外国産馬買付業務を行い、その詳細な報告を白川義則陸軍大臣宛に行った記録が存在する[5]。
- また馬術選手としても国内外の大会に出場、1928年アムステルダムオリンピック総合馬術に自らの愛馬たる久軍號と共に出場し、21位という成績を残した[6]。
- 1932年ロサンゼルスオリンピックでは馬術日本代表主将を拝受し、総合馬術でも久軍號と共に出場し、快調に競技を進めていたかに見えた最終盤に於いて、久軍號が異常発汗し、呼吸が荒くなったのを察するや直ちに下馬し、競技を途中棄権した[7]。この、『競技よりも馬の健康を優先した』城戸の行動に場内の観衆が称賛の拍手を送ったと伝えられる[7]。
- 城戸と久軍號の逸話は第二次世界大戦後になり、光村図書出版教科書では「人馬とともに」と題し、学校図書教科書では「勝利をすてて」と題してそれぞれ小学校国語の教科書に採用され、多くの小学生が学ぶこととなった[8]。
- また城戸の行動にアメリカ合衆国人道協会（英語版）が深い感銘を受け、同協会の肝煎りなどもあってカリフォルニア州リバーサイドのルビドゥ山（英語版）にあるワールドピースブリッジの橋桁に『情は武士の道』と揮毫されたレリーフを建立した[9]。
- またロサンゼルスオリンピックの競技で城戸が使用した鞍一式はロサンゼルス市に寄贈されたが、戦後になり日本へ返還されて長く秩父宮スポーツ博物館に展示されていた[10]。
- ロサンゼルスオリンピックの後、城戸は陸軍騎兵中佐を最後に予備役編入の形で軍を退き、宮内省に入省し、昭和天皇を始め帝室人員の馬術指導などを行う[4]。
- 第二次世界大戦後の僅かな期間には進駐軍の要望もあり、皇居の一角に拵えた乗馬倶楽部である「パレス乗馬倶楽部」の責任者として、軍時代の上官だった遊佐幸平少将と共に指導に当たった[11]。
- 宮内省を退官した後には日本馬術連盟常務理事を務めるなど戦後の日本馬術の復興と再建に務め[1]、また1972年ミュンヘンオリンピック馬術日本代表で、第15代日本オリンピック委員会会長を務めた竹田恆和を始めとする後進の指導にも携わった[10]。
- 城戸は戦後のオリンピック馬術競技の選手選考に携わり、更に1964年東京オリンピック馬術競技の準備のために、日本馬術連盟の代表として1960年ローマオリンピックに派遣され、ローマオリンピックの馬術競技などを視察し、その詳細な報告書を作成し、日本オリンピック委員会など関係機関に提出している[12]。
- また戦没軍馬の慰霊の為、伊藤國男の彫塑による馬の像を靖國神社に建立するべく城戸が「歿馬慰霊像奉献協賛会」を立ち上げ、多くの浄財を募った。その甲斐があり、1958年（昭和33年）4月7日に「戦没馬慰霊像」として建立し除幕式を迎えた。以後毎年4月7日を『愛馬の日』と定め、この像の前で戦没軍馬慰霊祭が執り行われる[13]。
- 1986年〈昭和61年〉10月3日に死去。97歳没。